# Ibervillea millspaughii
Ibervillea millspaughii är en gurkväxtart som först beskrevs av Célestin Alfred Cogniaux, och fick sitt nu gällande namn av Charles Jeffrey. Ibervillea millspaughii ingår i släktet Ibervillea och familjen gurkväxter. Inga underarter finns listade i Catalogue of Life.